# Empatia
Empatia (gr. empátheia „cierpienie”) – zdolność współodczuwania stanów psychicznych innych osób (empatia emocjonalna), umiejętność przyjęcia ich sposobu myślenia, spojrzenia z ich perspektywy na rzeczywistość (empatia poznawcza).
Sam poznawczy komponent empatii, czyli zdolność do wyobrażenia sobie perspektywy myślowej należącej do innej osoby (innymi słowy, rozeznania sposobów rozumowania innej osoby), określany jest mianem decentracji (czemu może, ale nie musi towarzyszyć komponent emocjonalny empatii, czyli zdolność do jednoczesnego współodczuwania stanów emocjonalnych owej innej osoby).
Osoba nieposiadająca tej umiejętności jest „ślepa” emocjonalnie i nie potrafi ocenić ani dostrzec stanów emocjonalnych innych ludzi. Silna empatia objawia się między innymi uczuciem bólu wtedy, gdy przyglądamy się cierpieniu innej osoby, zdolnością współodczuwania i wczuwania się w perspektywę widzenia świata innych osobników.
Psychologowie zastanawiali się, skąd bierze się uczucie empatii i dlaczego niektórzy ludzie są go pozbawieni. Empatia jest jednym z najsilniejszych hamulców zachowań agresywnych, więc jest to także pytanie istotne z punktu widzenia inżynierii społecznej.

## Źródła empatii

### TeoriaJeana Piageta
Empatia jest pochodną rozwoju poznawczego. Myślenie dzieci w wieku przedszkolnym i niekiedy we wczesnym wieku szkolnym związane jest z tak zwanym egocentryzmem myślenia, nieuświadamianiem sobie, że perspektywa widzenia innych ludzi może być inna od naszej. Dziecko nie potrafi wczuć się w położenie innej osoby, bo wymaga to złożonego procesu poznawczego, dlatego pozbawione jest empatii.

### TeoriaMargaret Mahler
Wczesna relacja między matką i dzieckiem polega między innymi na nieświadomym procesie przepływu emocji i istnieniu „emocjonalnej pępowiny” między matką i dzieckiem. W pierwszych miesiącach życia emocje matki przechodzą na dziecko, natomiast nastroje dziecka udzielają się matce. Jeśli w tym okresie życia następują pewne traumy (na przykład matka przeżywa bardzo negatywne uczucia, jest w depresji) lub matka jest nieobecna (śmierć, choroba, zła opieka), to dziecko buduje „mur ochronny”, którego zadaniem jest niewczuwanie się w emocje matki. W wyniku tego zostaje pozbawione zdolności empatycznego wczucia się w położenie innej osoby.
Empatia, obok asertywności jest jedną z dwóch podstawowych umiejętności wchodzących w skład tzw. inteligencji emocjonalnej. Duże zdolności empatyczne posiadają osoby charyzmatyczne.
Empatia to umiejętność zrozumienia innych ludzi oraz zdolność współodczuwania z nimi ich uczuć i emocji. Jest to dar wczuwania się w sytuację innych ludzi i zrozumienia motywów nimi kierujących, jako źródeł ich decyzji i postaw. Empatia jest podstawową cechą umożliwiającą prawidłowy dialog zarówno na płaszczyźnie interpersonalnej, jak i ogólnospołecznej. Brak empatii u spierających się oponentów powoduje polaryzację stanowisk oraz ich zaostrzenie do stopnia uniemożliwiającego rozwiązanie konfliktu w sposób inny niż siłowy. Zdolność odczuwania empatycznego, jako podstawa zrozumienia oponentów jest wstępem do wybaczenia. Osoby empatyczne dzięki znakomitemu wczuciu się w sytuację i psychikę innych stron mają zdolność rozwiązywania konfliktów, w związku z czym często pełnią rolę mediatorów.
Osoby pozbawione zdolności do empatii są bardzo agresywne, o silnej osobowości, narzucające swą wolę i wizję świata, nieznoszące sprzeciwu, nieuznające argumentów innych stron, niedopuszczające do swojej świadomości możliwości własnej pomyłki lub błędu, wysoce konfliktowe, bezkompromisowe.

### BadaniaBarona-Cohena

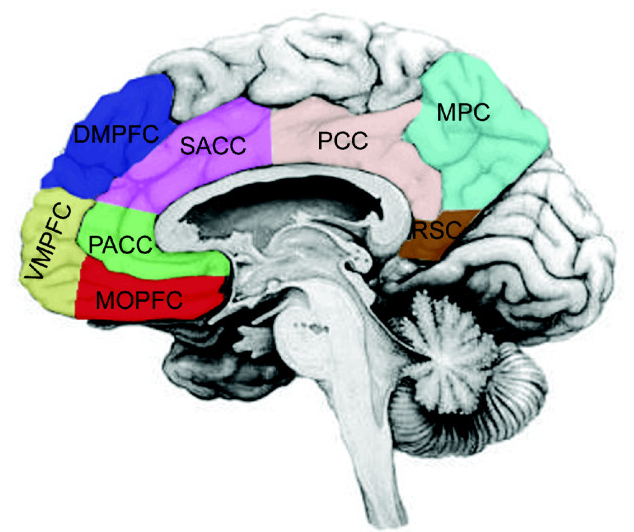
Cortical midline structures (CMS):
PACC – perigenual anterior cingulate cortex
VMPFC i DMPFC – ventro- i dorsomedial prefrontal cortex
SACC – supragenual anterior cingulate cortex
PCC – posterior cingulate cortex

Empatia jest zdolnością człowieka do rozpoznawania myśli lub uczuć innej osoby oraz reagowania na jej myśli i uczucia odpowiednią emocją. Zdolność ta jest zależna od działania obwodu empatii znajdującego się w mózgu człowieka. Baron-Cohen określił biorące w obwodzie empatii obszary za pomocą czynnościowego rezonansu magnetycznego (fMRI), według Barona-Cohena jest to około 10 wzajemnie połączonych obszarów mózgu.
Ośrodki obwodu empatii według Barona-Cohena
Przyśrodkowa kora przedczołowa (MPFC)
Uważa się, że bierze udział w przetwarzaniu informacji społecznych i porównywaniu własnego punktu widzenia z perspektywy widzenia innej osoby.
Grzbietowa część (dMPFC) jest odpowiedzialna za metareprezentację, tzn. aktywizuje się kiedy myślimy o uczuciach i myślach innych ludzi.
Brzuszna część (vMPFC) według Mike’a Lombardo może odgrywać decydującą rolę w procesie samoświadomości, ponieważ aktywizuje się w kiedy skupiamy się na samym sobie. Według innej teorii António Damásio z Uniwersytetu Stanu Iowa vMPFC przypisuje wartość emocjonalną dla określonych działań. Jeśli czynność była nagrodzona otrzymuje wartość dodatnią, jeśli negatywne skutki wartość karzącą i ma znak ujemny. Damasio nazywa te wartości markerami somatycznymi.
Kora oczodołowo-czołowa (OFC)
Badania Barona-Cohena, Howard Ring i Valerie Stone wykazały, że obszar aktywizuje się w okoliczności myślenia o czynnościach oraz jego uszkodzenie może spowodować brak zdolności oceny społecznej czynu (foux pax). Inne badania wykazały wzmożoną aktywność w obszarze OFC w okolicznościach bólu. Doświadczenie dotyczyło patrzenie jak igła wbija się w nieznieczuloną dłoń.
Wieczko czołowe (FO)
Obszar odpowiedzialny za ekspresję języka, uszkodzenie powoduje afazję Broki. W empatii ten obszar jest odpowiedzialny za identyfikowanie intencji i celów innych osobników u małp. Obszar wykazuje wzmożoną aktywność gdy małpa widzi jak inna małpa sięga po przedmiot.
Zakręt czołowy-dolny (IFG)
Badania Bhismadev Chakrabarti wykazały, że obszar IFG jest odpowiedzialny za rozpoznawanie mimiki, obszar wykazuje tym wyższą aktywność im łatwiej jest określić emocje jakie wyraża mimika.
Część ogonowa przedniego zakrętu obręczy i przednia część wyspy
Przednia część zakrętu obręczy (aACC) lub też inaczej środkowy zakręt obręczy (MCC) oraz Przednia część wyspy (AI) uczestniczą w procesie empatii jako macierz bólu. Badania Tanii Singer w Zurychu wykazały wzmożoną aktywność w momentach odczuwania bólu i obserwowania bólu, obszary te aktywizują się również w momencie gdy czujemy obrzydliwy smak oraz wyraz takiej emocji. Obszary wykazuje aktywność również gdy oceniamy postępowanie drugiej osoby, u mężczyzn i kobiet obszary były bardziej aktywne gdy osoba obserwowała cierpienie osoby, którą uznała za sympatyczną i mniej aktywne gdy obserwowała cierpienie osoby uznanej za niesympatyczną.
Uszkodzenie tego obszaru jest związane z upośledzeniem zdolności rozpoznawania emocji takich jak radość, wstręt i ból.
Skrzyżowanie skroniowo-ciemieniowe (TPJ)
Badania wykazały aktywność gdy oceniamy intencje i przekonania innej osoby, działanie tego obszaru jest odpowiedzialne za tzw. teorię umysłu. Uszkodzenie tego obszaru może skutkować trudnościami w ocenie cudzych intencji oraz doświadczenie eksterioryzacji. Stymulowanie tego obszaru natomiast może wywołać wrażenie obecności innej osoby, kiedy jest ona sama.
Bruzda skroniowa górna (pSTS)
Jest aktywna kiedy zwierzęta obserwują kierunek patrzenia innego osobnika. Uszkodzenie obszaru może powodować niezdolność określenia na co patrzą inni osobnicy. Patrzenie w oczy ma też ważną funkcję w określeniu emocji innego osobnika.
Kora czuciowo-somatyczna (SMC)
Bierze udział w odbieraniu wrażenia dotyku osobistego i obserwowaniu jak inny osobnik jest dotykany. Może być źródłem emocji jakie powstają kiedy widzimy jak inna osoba doznaje bólu wynikającego z dotyku (np.: wbijanie igły w czyjś palec), na zasadzie utożsamienia się obszar tworzy obraz jakby ból był w ciele osoby obserwującej. Trwałe lub czasowe zaburzenie funkcjonowania obszaru może spowodować poważne problemy w identyfikowaniu emocji innych osób. Badania Yawei Cheng wykazały, że osoby wykonujące na kimś akupunkturę mają mniej aktywny ten obszar.
Płacik ciemieniowy dolny (IPL) i bruzda ciemieniowa dolna
FO, IFG i IPL wchodzą w skład systemu neuronów lustrzanych, w procesie empatii obszary są istotne nie ze względu na powierzchowną mimikrę, ale zaraźliwość emocjonalną. Jedno płaczące dziecko w szpitalu potrafi „zarazić płaczem” inne znajdujące się w sali. W działaniu tego obszaru nie jest wymagane świadome myślenie o emocjach innych osób co w pozostałych obszarach jest konieczne.
Ciało migdałowate (Amyg)
Badania Josepha LeDoux uważa, że jest to centrum mózgu emocjonalnego, w nim następuje uczenie się strachu.

## Empathy Quotient(EQ)
S. Baron-Cohen i wsp. opracowali metody określania poziomu empatii („iloraz empatii”, Empathy Quotient, EQ), wykorzystywane w czasie badań diagnostycznych dotyczących takich zaburzeń rozwoju, jak autyzm wysokofunkcjonujący i zespół Aspergera (zob. spektrum autystyczne).